# Noor pensionär
Noor pensionär (zu deutsch „Der junge Rentner“) ist ein estnischer Spielfilm aus dem Jahr 1972.

## Handlung
Ein Balletttänzer wird früh in Rente geschickt. Er muss einen neuen Platz im Leben finden und sucht daher nach einer anderen Beschäftigung. Nachdem er verschiedene Berufe ausprobiert hat, verdingt er sich als privater Geigenlehrer. Doch seine junge und recht begabte Schülerin, die Tochter einer Pilotenfrau, ist an ganz anderen Dingen als an den schönen Künsten und der Violine interessiert.

## Hintergrund
Die witzige und pointenreiche Komödie mit den bekanntesten estnischen Schauspielern wurde zu einem der beliebtesten Streifen der estnischen Fernsehunterhaltung. Er enthält zahlreiche Anspielungen auf das sowjetische Estland. Der Film wurde in schwarzweiß gedreht.
Der Film wurde von der zu Eesti Televisioon gehörenden Filmgesellschaft Eesti Telefilm produziert. Regisseur war Sulev Nõmmik, der das Drehbuch gemeinsam mit dem bekannten estnischen Schriftsteller Enn Vetemaa verfasst hatte.
2004 erschien der Film in einer restaurierten Fassung auch auf DVD.